# 天北線
天北线（日语：／ Tenpoku sen */?）曾經是一條連結北海道中川郡音威子府村的音威子府站，途經枝幸郡中頓別町、濱頓別町，宗谷郡猿拂村，至稚內市的南稚內站，屬於日本國有鐵道（國鐵）與北海道旅客鐵道（JR北海道）的鐵路線（地方交通線）。
根據國鐵再建法的施行，1985年（昭和60年）8月被選入第2次特定地方交通線，JR北海道接替國鐵2年餘後，於1989年（平成元年）5月1日廢除。
線名來自行經區域的令制國名：「天鹽國」與「北見國」。
另外，此線是獲指定為特定地方交通線的舊國鐵路線當中路線距離最長的。

## 路線資料（以廢線時為準）
- 管轄：北海道旅客鐵道（第一種鐵道事業者）
- 路線距離（營業距離）：音威子府站－濱頓別站－南稚內站間 148.9公里
- 站數：30個（包括起終點站）
- 軌距：1,067毫米（窄軌）
- 全線單線
- 電氣化方式：全線非電氣化
- 閉塞方式：電氣路牌閉塞（併合閉塞票券閉塞式）
可交會車站數：7個（小頓別、敏音知、中頓別、濱頓別、鬼志別、曲淵、聲問）
  - 1986年10月31日拆除猿拂站、樺岡站的列車交會設備。小石站雖沒有交會設備，但1986年10月31日仍執行閉塞運行（此外，上音威子府站、上頓別站、松音知站、下頓別站、山輕站、淺茅野站、蘆野站、小石站、沼川站、惠北站曾經設置列車交會設備）。
  - 在路線廢除時，聲問站仍配置站員處理運行業務，但不販賣車票。

## 歷史
天北線是連接南樺太的宗谷本線的最初路線。1914年11月7日，自音威子府站至小頓别站的宗谷本線延伸段開始運作並逐步延伸，於1922年經濱頓別站至今日的南稚内站（當時稱稚內站，1928年該線延伸至稚內港站，亦即現今的稚内站。天北線廢除後，南稚內站交由宗谷本线營運）。1926年，由音威子府站經幌延站至南稚内站的天鹽線通車，其路程較短且坡度較小，於1930年天鹽線編入宗谷本線，而原宗谷本線音威子府站經濱頓別站至今日南稚內站的舊路線則分離成為北見線。
1942年6月10日，常吕郡野付牛町改制為北見市，同年10月1日，網走本線的野付牛站也改名為北見站。為免混淆，在1961年10月1日的日本全國鐵路3·6·10线路改正中，北見線更改名稱為天北線。
1980年國鐵再建法實施後，在第二次特定地方交通線劃分中，天北線因為冬季的運輸問題考慮，與名寄本線、池北線和標津線一同被保留下來，但在1985年因為替代運輸改善，被追加列入廢止路線。 1987年4月1日国铁分割民营化後，天北線於1989年5月1日全線停止營運。
天北線廢線時仍有急行列車天北號行駛，故天北線是日本國有鐵路和JR歷史上，首見仍有高級列車（急行列車）營運即遭全線廢止的路線，也是被廢止的最長路線。

## 列車營運
1989年3月11日修訂時刻表的列車運行數

- 急行列車「天北號」：札幌站－音威子府站－南稚内站－稚内站，每日1列往返。
  - 天北線内停車站：音威子府站－小頓别站－中頓别站－濱頓别站－鬼志别站－南稚内站－稚内站
- 普通列車
  - 音威子府站－稚内站（行駛全線並直通運轉至稚內站）
 每日5列上行（往音威子府方向），6列下行（往稚內）
  - 音威子府站－濱頓別站 
 每日早上1列上行，晚上1列下行
  - 稚内站－曲淵站 
 每日傍晚1列上行
  - 稚内站－聲問站 
 每日早上1列上行（南稚内站－聲問站間假日停駛）
- 興濱北線廢止前，行駛興濱北線的車輛是與天北線下行始發列車連結，從音威子府站行駛至濱頓別站之後，分離行駛興濱北線。興濱北線夜間的上行最末班列車則於天北線列車連結後返回至音威子府站，以此方式與興濱北線的列車整合運作。

所在地的自治體名以廢除時為準。所有車站都位於北海道。
| 中文站名         | 日文站名 | 英文站名 | 站間距離 | 營業距離 | 接續路線                                   | 所在地   | 所在地           | 所在地           |
| ---------------- | -------- | -------- | -------- | -------- | ------------------------------------------ | -------- | ---------------- | ---------------- |
| 音威子府         |          |          | -        | 0.0      | 北海道旅客鐵道：宗谷本線                   | 上川支廳 | 中川郡音威子府村 | 中川郡音威子府村 |
| （臨）上音威子府 |          |          | 5.4      | 5.4      |                                            | 上川支廳 | 中川郡音威子府村 | 中川郡音威子府村 |
| 小頓別           |          |          | 10.2     | 15.6     | 歌登町營軌道（1970年11月1日廢除）          | 宗谷支廳 | 枝幸郡           | 中頓別町         |
| 上頓別           |          |          | 5.0      | 20.6     |                                            | 宗谷支廳 | 枝幸郡           | 中頓別町         |
| 惠野             |          |          | 2.6      | (23.2)   |                                            | 宗谷支廳 | 枝幸郡           | 中頓別町         |
| 敏音知           |          |          | 3.9      | 27.1     |                                            | 宗谷支廳 | 枝幸郡           | 中頓別町         |
| 周磨             |          |          | 4.1      | (31.2)   |                                            | 宗谷支廳 | 枝幸郡           | 中頓別町         |
| 松音知           |          |          | 3.3      | 34.5     |                                            | 宗谷支廳 | 枝幸郡           | 中頓別町         |
| 上駒             |          |          | 2.9      | (37.4)   |                                            | 宗谷支廳 | 枝幸郡           | 中頓別町         |
| 中頓別           |          |          | 5.1      | 42.5     |                                            | 宗谷支廳 | 枝幸郡           | 中頓別町         |
| 壽               |          |          | 4.1      | (46.6)   |                                            | 宗谷支廳 | 枝幸郡           | 中頓別町         |
| 新彌生           |          |          | 1.4      | (48.0)   |                                            | 宗谷支廳 | 枝幸郡           | 中頓別町         |
| 下頓別           |          |          | 3.6      | 51.6     |                                            | 宗谷支廳 | 枝幸郡           | 濱頓別町         |
| 常盤             |          |          | 3.2      | (54.8)   |                                            | 宗谷支廳 | 枝幸郡           | 濱頓別町         |
| 濱頓別           |          |          | 6.7      | 61.5     | 日本國有鐵道：興濱北線（1985年7月1日廢除） | 宗谷支廳 | 枝幸郡           | 濱頓別町         |
| 山輕             |          |          | 6.2      | 67.7     |                                            | 宗谷支廳 | 枝幸郡           | 濱頓別町         |
| 安別             |          |          | 2.7      | (70.4)   |                                            | 宗谷支廳 | 宗谷郡猿拂村     | 宗谷郡猿拂村     |
| 飛行場前         |          |          | 2.4      | (72.8)   |                                            | 宗谷支廳 | 宗谷郡猿拂村     | 宗谷郡猿拂村     |
| 淺茅野           |          |          | 3.9      | 76.7     |                                            | 宗谷支廳 | 宗谷郡猿拂村     | 宗谷郡猿拂村     |
| 猿拂             |          |          | 6.2      | 82.9     |                                            | 宗谷支廳 | 宗谷郡猿拂村     | 宗谷郡猿拂村     |
| 蘆野             |          |          | 4.5      | 87.4     |                                            | 宗谷支廳 | 宗谷郡猿拂村     | 宗谷郡猿拂村     |
| 鬼志別           |          |          | 6.3      | 93.7     |                                            | 宗谷支廳 | 宗谷郡猿拂村     | 宗谷郡猿拂村     |
| 小石             |          |          | 5.3      | 99.0     |                                            | 宗谷支廳 | 宗谷郡猿拂村     | 宗谷郡猿拂村     |
| 曲淵             |          |          | 17.7     | 116.7    |                                            | 宗谷支廳 | 稚內市           | 稚內市           |
| 沼川             |          |          | 4.3      | 121.0    |                                            | 宗谷支廳 | 稚內市           | 稚內市           |
| 樺岡             |          |          | 6.2      | 127.2    |                                            | 宗谷支廳 | 稚內市           | 稚內市           |
| 惠北             |          |          | 9.1      | 136.3    |                                            | 宗谷支廳 | 稚內市           | 稚內市           |
| （臨）東聲問     |          |          | -        | -        |                                            | 宗谷支廳 | 稚內市           | 稚內市           |
| 聲問             |          |          | 5.5      | 141.8    |                                            | 宗谷支廳 | 稚內市           | 稚內市           |
| 宇遠內           |          |          | 5.0      | (146.8)  |                                            | 宗谷支廳 | 稚內市           | 稚內市           |
| 南稚內           |          |          | 2.1      | 148.9    | 北海道旅客鐵道：宗谷本線                   | 宗谷支廳 | 稚內市           | 稚內市           |

## 线路简史
- 1914年 11月7日：國有鐵道宗谷線音威子府站至小頓別站延伸路段開始營運。該區間設立上音威子府站與小頓別站（皆為一般直營站）
- 1916年 10月1日：小頓別站至中頓別站延伸路段開始營運。該區間設立上頓別站，敏音知站，松音知站，中頓別站（皆為一般直營站）。
- 1918年 8月25日：中頓別站至濱頓別站延伸路段開始營運。該區間內設立下頓別站及浜頓別站（皆為一般直營站）。
- 1919年 10月20日：旭川站 - 音威子府站 - 濱頓別站區間，由「宗谷線」改稱「宗谷本線」。
  - 11月1日：濱頓別站至淺茅野站延伸路段開始營運。該區間設立山輕站及淺茅野站（皆為一般直營站）。
- 1920年 11月1日：淺茅野站至鬼志別站路段開始營運。該區間設立猿拂站，蘆野站及鬼志別站（皆為一般直營站）。
- 1921年 10月5日：旭川站 - 音威子府站 - 鬼志別站區間由宗谷本線改稱為宗谷線。
- 1922年 11月1日：鬼志別站至稚內站（現為南稚內站）延伸路段開始營運。該區間設立小石站、曲淵站、沼川站、樺岡站、幕別站（後來更名為惠北站）、聲問站、稚內站（現今之南稚內站）。均為一般直營站。
  - 11月4日 旭川站 - 音威子府站 - 濱頓別站 - 稚内站（現今之南稚內站）區間，又由宗谷線改稱為「宗谷本線」。旭川站至永山站區間設立新旭川站（一般直營站）。
- 1923年 5月1日：稚内站（現今之南稚內站）至大泊港站之間的稚泊渡輪開始營運。
- 1924年 6月1日：函館站至稚内站（現今之南稚內站）之間的急行列車1、2號，其急行區間由函館站至瀧川站，延長為函館站至名寄站，這也是宗谷線第一次有高級列車營運；名寄站 -濱頓別站 - 稚内站（現今之南稚內站）區間仍為普通列車。
- 1926年 9月25日：天鹽線全線通車，原經由濱頓別的急行1、2號列車改經由幌延路線（天鹽線）。
- 1928年 12月26日：稚內站（現今之南稚內站）至稚內港站間延伸路段開始營運。同區間內新開設稚內港站。
- 1930年 4月1日：天鹽線編入宗谷本線，宗谷本線改為旭川站 - 幌延站 - 稚內港站區間 (258.9km)；原宗谷本線音威子府站 - 濱頓別站 - 稚內站區間 (149.9km) 從宗谷本線分離，改稱為北見線。
- 1939年 2月1日：稚內站改稱為南稚內站，而宗谷本線的稚內港站改名為稚內站。
- 1949年 6月1日：北見線移交给日本国有鉄道（國鐵）管理。
- 1952年 11月6日：南稚内站遷移，因此聲問站至南稚內站區間縮短1.0km。
- 1955年 12月1日：開始行駛柴聯車。
  - 12月2日 設立上駒、壽、常盤、飛行場前、宇遠内臨時乘降場。
- 1956年 2月26日：停止行駛客貨混合列車。北見線全部列車改以柴聯車行駛。
  - 5月1日：設立惠野、周磨臨時乘降場。
  - 11月19日：設立安別臨時乘降場。
- 1959年 11月1日：設立新彌生臨時乘降場。
- 1961年 4月1日：北見線改名為天北線。
  - 10月1日：開始行駛札幌站至稚内站，行經天北線的「天北號」急行列車。
- 1963年 10月1日：幕別站改名為惠北站。
- 1965年 10月：廢除天北榮臨時乘降場。
- 1967年 10月1日：廢除北頓別臨時乘降場。
- 1969年 2月1日：山輕站改为無人站。。
- 1973年 9月17日：上音威子府站、上頓別站、松音知站、蘆野站、小石站，樺岡站、惠北站、聲問站改為無人站，不再售票和檢票。但在小石站、樺岡站、聲問站設置管理列車閉塞的運轉人員。
- 1982年 6月1日：下頓別站和淺茅野站改為無人站。
  - 11月22日：第2次特定地方交通線認定時，被提交入廢除路線申請。
- 1984年 2月1日：全线 (148.9km) 停止貨運業務。
- 1985年 8月2日：第2次特定地方交通線認定中，被列入廢除路線。
- 1986年 11月1日：猿拂站和沼川站改為無人站。撤除猿拂站和樺岡站的列車交會設備。廢除小石站的閉塞管理業務。
- 1987年 3月31日：惠野、周磨、上駒、壽、常盤、飛行場前、宇遠内等臨時乘降場變更為車站。新彌生臨時乘降場變更為臨時停車站。
  - 4月1日 日本國鉄分割民営化，天北線全線由北海道旅客鉄道（JR北海道）繼承。新彌生臨時停車站變更為季節性営業的臨時站（4月1日至11月30日營業）。
  - 6月1日：惠北站至聲問站區間設置東聲問站（臨時站）。
  - 11月10日：上音威子府站變更為季節性営業的臨時站（4月1日至11月30日營業）。新彌生站（臨時車站）改為全年營運。
- 1989年 5月1日：天北線全線 （148.9km）终止營運。